# (16369) 1981 DJ
1981 دي جاي (ويعرف أيضًا باسم (16369) 1981 دي جاي وفق تسمية الكوكب الصغير) (بالإنجليزية: 1981 DJ)‏ هو كويكب ضمن حزام الكويكبات؛ وترتيبه 16369 من حيث الاكتشاف.
اكتُشف هذا الجُرم الفلكي بواسطة شيلت جون بوبي في 28 فبراير 1981.

## وصلات خارجية
- (16369) 1981 DJ في قاعدة بيانات مختبر الدفع النفاث لأجرام النظام الشمسي الصغيرة

- الاكتشاف · مخطط المدار ·  العناصر المدارية · المعلمات المادية

- (16369) 1981 DJ على موقع ويكي سكاي: DSS2, SDSS, GALEX, IRAS, Hydrogen α, X-Ray, Astrophoto, Sky Map, Articles and images